# Handwörterbuch der Sozialwissenschaften
Das Handwörterbuch der Sozialwissenschaften (HDSW) erschien in den Jahren 1956–1968 in 12 Bänden und einem Registerband, als Nachfolgewerk und zugleich als Neuauflage des in mehrfachen Auflagen vor dem Zweiten Weltkrieg erschienenen Handwörterbuch der Staatswissenschaften. Es wurde gemeinsam von den Verlagen Gustav Fischer, Stuttgart, J.C.B.Mohr (Paul Siebeck), Tübingen und Vandenhoeck & Ruprecht, Göttingen publiziert. Abgelöst wurde es durch das von den gleichen Verlagen publizierte HdWW, das Handwörterbuch der Wirtschaftswissenschaft, das sich zugleich als Neuauflage des HDSW versteht.